# Nationaal park Fruška Gora
Het Nationaal park Fruška Gora (Servisch: Национални парк Фрушка гора; Nacionalni park Fruška Gora) is een nationaal park in Servië. Het werd in 1960 ingesteld in het gelijknamige gebergte. De Fruška Gora is een laaggebergte in de Pannonische vlakte, dat parallel loopt aan de Donau. De hoogte in het gebied varieert van 70 tot 539 meter. Sinds 2021 zijn de bosgebieden Ravne en Papratski Do Unesco-Werelderfgoed (Oude en voorhistorische beukenbossen van de Karpaten en andere regio's van Europa).
Het beschermde gebied in de Fruška Gora wordt voor 90% door bos bedekt, maar er is ook steppeachtige vegetatie te vinden. Er zijn bijna 1500 soorten planten waargenomen. Tot de 100 vogelsoorten die er zijn waargenomen behoren de keizerarend, de dwergarend, de zwarte specht en de raaf. Zoogdieren uit het gebied zijn de wilde kat, de das, de relmuis, de hazelmuis en, in het steppeachtige terrein, de zeldzame siesel. 
De Fruška Gora is ook cultuurhistorisch van grote waarde: er bevinden zich hier zestien Servisch-orthodoxe kloosters.
Op de Iriški venac bevindt zich dicht bij het vrijheidsmonument een bezoekerscentrum.